# 三間町 (碧南市)
三間町（さんげんまち）は、愛知県碧南市の地名。

## 地理
碧南市東部に位置する。東は小屋下町、北西は日進町に接する。

### 河川・池沼
- 蜆川[1]

### 交通
- 愛知県道303号平坂福清水線

## 歴史

### 地名の由来
字に由来する。

### 沿革
- 1985年（昭和60年） - 碧南市伏見屋の一部により、同市三間町が成立[2]。

### WEB
1. ↑  “愛知県碧南市の町丁・字一覧”.   人口統計ラボ. 2024年3月8日閲覧。
2. ↑  “読み仮名データの促音・拗音を小書きで表記するもの(zip形式) 愛知県” (zip).   日本郵便 (2024年2月29日). 2024年3月26日閲覧。
3. ↑  “市外局番の一覧” (PDF).   総務省 (2022年3月1日). 2022年3月22日閲覧。
4. ↑  “ナンバープレートについて”.   一般社団法人愛知県自動車会議所. 2024年1月21日閲覧。

### 書籍
1. 1 2 3  「角川日本地名大辞典」編纂委員会 1989, p. 1836.
2. 1 2  「角川日本地名大辞典」編纂委員会 1989, p. 619.